# (279119) Khamatova
(279119) Khamatova est un astéroïde de la ceinture principale.

## Description
(279119) Khamatova est un astéroïde de la ceinture principale. Il fut découvert le 19 juillet 2009 à Zelenchukskaya Station par Timur V. Kryachko. Il présente une orbite caractérisée par un demi-grand axe de 2,28 UA, une excentricité de 0,11 et une inclinaison de 6,1° par rapport à l'écliptique.

## Compléments